# Улица Наташи Качуевской (Москва)
Улица Ната́ши Качуе́вской — улица в Восточном административном округе города Москвы на территории Косино-Ухтомского района.

## Происхождение названия
Названа в 2005 году в память о Наталье Александровне Качуе́вской (1922—1942) — студентке Московского театрального института, погибшей в боях на подступах к Астрахани, в Калмыцкой степи на высотке «S,3» близ поселка Хулхута при спасении раненых бойцов. Прежнее название улицы — Проектируемый проезд № 6350.
В 1960—1994 годах улицей Наташи Качуевской назывался Скарятинский переулок в Центральном административном округе Москвы.

## Описание
Улица проходит между улицами Дмитриевского и Руднёвка.
На этой улице по нумерации находятся три дома:
- № 2 — одноэтажное нежилое здание;
- № 4 — жилой дом;
- № 5 — жилой дом.